# Disporella zurigneae
Disporella zurigneae is een mosdiertjessoort uit de familie van de Lichenoporidae. De wetenschappelijke naam van de soort is voor het eerst geldig gepubliceerd in 1992 door Alvarez.